# Smilla Szalkai
Smilla Szalkai, född 10 september 2001 i Stockholm är en före detta svensk konståkare och friidrottare (tävlade då för Spårvägens IF). Som konståkare tog hon silver i svenska mästerskapen år 2018, och tävlade för Sverige i Juniorvärldsmästerskapen i Zagreb i Kroatien år 2019. Szalkai tävlade för klubben Älta IF som konståkare och var i flera år med i svenska juniorlandslaget.